# Richard S. Saylor
Richard S. Saylor (Reading (Pennsylvania), 6 augustus 1926) is een Amerikaans componist, muziekpedagoog en dirigent.

## Levensloop
Saylor studeerde aan de Stanford-universiteit, aan het Ithaca College School of Music in Ithaca (New York) en met een studiebeurs van het Smithonian Institute 1968 en 1969 in Indië. Hij werkte als muziekpedagoog aan de St. Lawrence Universiteit in Canton (New York) en aan de California State University - San Bernardino, waar hij later hoofd van de muziekafdeling was. 
Als componist zijn vooral zijn werken voor harmonieorkest bekend.

## Composities

### Werken voor harmonieorkest
- 1957 Prelude
- Ampersand
- Ballata

### Werken voor piano
- Vijf stukken, voor piano
  1. From a Waltz
  2. Clusters
  3. Osinato
  4. Nostaligia
  5. Rondo